# Barry Fitzgerald
Barry Fitzgerald, pseudonimo di William Joseph Shields (Dublino, 10 marzo 1888 – Dublino, 14 gennaio 1961), è stato un attore irlandese.

## Biografia
Nato a Dublino, iniziò la carriera nel mondo del teatro, recitando in diverse opere del drammaturgo Sean O'Casey all'Abbey Theatre. Nella seconda metà degli anni trenta, durante una tournée negli Stati Uniti dell'Abbey Theatre, venne notato dal regista John Ford, che gli offrì un ruolo nel suo film L'aratro e le stelle (1936). Trasferitosi a Hollywood, Fitzgerald proseguì la carriera cinematografica dapprima come caratterista, poi come coprotagonista, vincendo l'Oscar al miglior attore non protagonista nel 1945 per la sua interpretazione di Padre Fitzgibbon, l'anziano prete brontolone del film La mia via (1944), al fianco di Bing Crosby. Per lo stesso ruolo ottenne anche la candidatura come miglior attore protagonista, caso unico nella storia degli Academy Awards.
Interpretò altri numerosi film di successo, fra i quali Com'era verde la mia valle (1941) e Dieci piccoli indiani (1945), nel ruolo del giudice Quincannon, ma il ruolo per cui è maggiormente ricordato è quello di Michaeleen Oge Flynn, l'amico ubriacone di Sean Thornton (John Wayne) in Un uomo tranquillo (1952), sempre per la regia di Ford, film in cui compare anche Arthur Shields, fratello minore di Fitzgerald.
Morì per infarto il 14 gennaio 1961 nella sua amata Dublino, dove era tornato a stabilirsi nel 1959.

## Filmografia

### Cinema
- Land of Her Fathers (1924)
- Giunone e il pavone (Juno and the Paycock), regia di Alfred Hitchcock (1929)
- Guests of the Nation, regia di Denis Johnston (1935)
- L'aratro e le stelle (The Plough and the Stars), regia di John Ford (1936)
- L'isola delle perle (Ebb Tide), regia di James P. Hogan (1937)
- Susanna (Bringing Up Baby), regia di Howard Hawks (1938)
- Il giuramento dei quattro (Four Men and a Prayer), regia John Ford (1938)
- Maria Antonietta (Marie Antoinette), regia di W. S. Van Dyke (1938)
- Missione all'alba (The Dawn Patrol), regia di Edmund Goulding (1938)
- Tragedia sul Pacifico (Pacific Liner), regia di Lew Landers (1939)
- The Saint Strikes Back, regia di John Farrow (1939)
- Segreto mortale (Full Confession), regia di John Farrow (1939)
- Viaggio senza fine (The Long Voyage Home), regia di John Ford (1940)
- San Francisco Docks, regia di Arthur Lubin (1940)
- Il lupo dei mari (The Sea Wolf), regia di Michael Curtiz (1941)
- Com'era verde la mia valle (How Green Was My Valley), regia di John Ford (1941)
- Il tesoro segreto di Tarzan (Tarzan's Secret Treasure), regia di Richard Thorpe (1941)
- Verso l'ignoto (The Amazing Mrs. Holliday), regia di Bruce Manning e, non accreditato, Jean Renoir (1943)
- Incontro all'alba (Two Tickets to London), regia di Edwin L. Marin (1943)
- Corvetta K-225 (Corvette K-225), regia di Richard Rosson e, non accreditato, Howard Hawks (1943)
- La mia via (Going My Way), regia di Leo McCarey (1944)
- I Love a Soldier, regia di Mark Sandrich (1944)
- Il ribelle (None But the Lonely Heart), regia di Clifford Odets (1944)
- Bionda incendiaria (Incendiary Blonde), regia di George Marshall (1945)
- Duffy's Tavern, regia di Hal Walker (1945)
- Dieci piccoli indiani (And Then There Were None), regia di René Clair (1945)
- The Stork Club, regia di Hal Walker (1945)
- I forzati del mare (Two Years Before the Mast), regia di John Farrow (1946)
- Vecchia California (California), regia di John Farrow (1947)
- Easy Come, Easy Go, regia di John Farrow (1947)
- Benvenuto straniero! (Welcome Stranger), regia di Elliott Nugent (1947)
- Rivista di stelle (Variety Girl), regia di George Marshall (1947)
- La città nuda (The Naked City), regia di Jules Dassin (1948)
- Filibustieri in gonnella (The Sainted Sisters), regia di William D. Russell (1948)
- I cari parenti (Miss Tatlock's Millions), regia di Richard Haydn (1948)
- La pietra dello scandalo (Top o' the Morning), regia di David Miller (1949)
- The Story of Seabiscuit regia di David Butler (1949)
- L'ultima preda (Union Station), regia di Rudolph Maté (1950)
- Le rocce d'argento (Silver City), regia di Byron Haskin (1951)
- Ha da venì... don Calogero, regia di Vittorio Vassarotti (1952)
- Un uomo tranquillo (The Quiet Man), regia di John Ford (1952)
- L'eredità di un uomo tranquillo (Happy Ever After), regia di Mario Zampi (1954)
- Pranzo di nozze (The Catered Affair), regia di Richard Brooks (1956)
- Rooney, regia di George Pollock (1958)
- Broth of a Boy, regia di George Pollock (1959)

### Televisione
- The Ford Theatre Hour – serie TV, episodio 3x06 (1950)
- Lux Video Theatre – serie TV, episodio 3x12 (1952)
- General Electric Theater – serie TV, episodio 3x13 (1954)
- Alfred Hitchcock presenta (Alfred Hitchcock Presents) – serie TV, episodio 1x12 (1955)

## Doppiatori italiani
- Lauro Gazzolo in Il lupo dei mari, Dieci piccoli indiani, Benvenuto straniero!, Rivista di stelle, La città nuda, Filibustieri in gonnella, La pietra dello scandalo, L'ultima preda, Le rocce d'argento, Un uomo tranquillo, Pranzo di nozze
- Giorgio Piamonti in Lungo viaggio di ritorno
- Mario Corte in La mia via
- Stefano Sibaldi in I cari parenti
- Antonio Guidi in Susanna! (ridoppiaggio)
- Bruno Alessandro in La mia via (ridoppiaggio)
- Sergio Graziani in Il ribelle (ridoppiaggio)
- Sergio Fiorentini in Dieci piccoli indiani (ridoppiaggio)

## Riconoscimenti
- Premio Oscar
  - 1945 – Miglior attore non protagonista per La mia via
  - 1945 – Candidatura per il miglior attore protagonista per La mia via
- Golden Globe
  - 1945 – Miglior attore non protagonista per La mia via
- New York Film Critics Circle Awards
  - 1944 – Miglior attore protagonista per La mia via